# Jorge Simão
António Jorge Rocha Simão, né le 12 août 1976 à  Pampilhosa da Serra (Portugal), est un footballeur portugais, reconverti entraîneur.

## Biographie
Né à Pampilhosa da Serra, dans le district de Coimbra, Simão joue uniquement au football dans les milieux amateurs, évoluant notamment avec le club d'Estrela da Amadora. Il prend sa retraite de joueur à l'âge de seulement 26 ans. Il commence alors à travailler comme manager en 2003, en officiant comme entraîneur adjoint au sein de divers clubs.
En février 2014, Simão entame son premier rôle de manager en chef en acceptant une invitation de l'Atlético Clube de Portugal, club évoluant en Segunda Liga, jusqu'à la fin de la saison. En dépit de la réclamation de 16 points sur 36 possibles, il ne peut empêcher son équipe de finir en bas du classement. Malgré ce mauvais classement, le club se voit tout de même réintégré dans le championnat, la compétition étant élargie.
Par la suite, Simão rejoint le C.D. Mafra, club évoluant en troisième division. En 2015, cependant, il passe directement à la Primeira Liga avec le club du C.F. Os Belenenses.
Lors de la saison 2015, Simão succède à Paulo Fonseca à la tête du F.C. Paços de Ferreira. Il quitte le club à la fin de la saison, après avoir obtenu une septième place.
Simão commence la saison 2016-17 également au plus haut niveau, avec le G.D. Chaves. Le 17 décembre 2016, il est nommé entraîneur du S.C. Braga en remplacement de José Peseiro renvoyé. Il démissionne de ce dernier à la fin 2017, en raison de mauvais résultats,.
Simão revient dans l'élite portugaise le 14 septembre 2017, remplaçant le licencié Miguel Leal à la barre du Boavista FC. Son premier match a lieu deux jours plus tard, et son équipe réussit à vaincre les champions en titre, S.L. Benfica, 2–1 à la maison. Le 26 janvier 2019, l'équipe étant seulement située à un point au-dessus des places de relégation, il quitte le club d'un commun accord, pour être remplacé par Lito Vidigal.
En juin de cette année-là, le nom de Simão est mentionné par le conseil d'administration du club anglais de Middlesbrough, mais à la place, il décide de prendre le poste d'entraîneur de l'Al-Fayha FC dans la Ligue professionnelle saoudienne, ce qui constitue son premier emploi à l'étranger. Fin août 2020, il est licencié, son équipe étant situé seulement un point au-dessus des places de relégation.